# Бойовий транс
Бойовий транс — термін, що позначає змінений стан свідомості людей, які беруть участь у бойових діях. У цьому стані боєць не відчуває страху («афобія») та болю («анальгезія»). Крім цього, у стані бойового трансу всі члени групи втрачають свою індивідуальність і діють як єдине ціле.
У стані бойового трансу людина здатна проявити крайні форми альтруїзму (наприклад, пожертвувати своїм життям задля порятунку товаришів), але також і крайні форми агресивності (наприклад, брати участь у масових вбивствах). Стан бойового трансу може виникнути спонтанно, в екстремальній ситуації (наприклад, у матері, яка захищає свою дитину) або викликатися за допомогою особливих прийомів. Їх прикладами є стройовий крок, спів хором і барабанний бій. Іноді, також, застосовуються психотропні речовини.

## Термін
Термін «бойовий транс» був запропонований етнографом Йосипом Міндієвичем Жорданією.

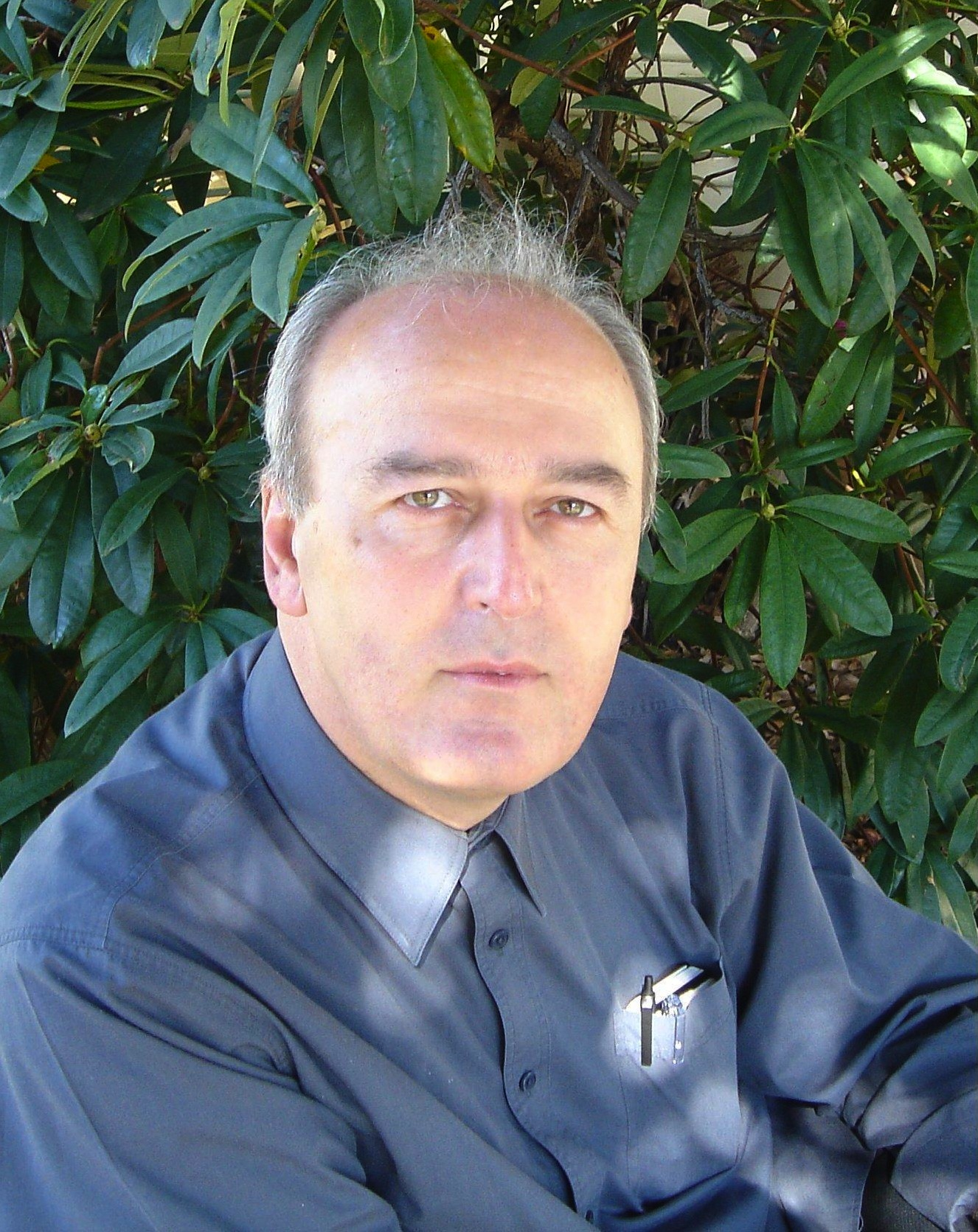
Йосип Міндієвич Жорданія

## Роль у еволюції
Йосип Жорданія припустив, що здатність входити в стан бойового трансу з'явилася у гомінід завдяки природному відбору. Ця здатність стала вирішальним чинником, який допомагає групам гомінід захищатися від великих хижаків.
З точки зору Й. Жорданії, коли гомініди почали розселятися на відкритих просторах Африки, вони були занадто малі й слабкі для того, щоб поодинці протистояти великим африканським хижакам. Однак, перебуваючи у стані бойового трансу, вони могли налякати навіть велику та сильну тварину, оскільки в цьому зміненому стані свідомості в їхній поведінці не проявлялося боязні, а їх синхронні жести та крики викликали страх у хижака. Перебуваючи в стані бойового трансу, гомініди втрачали відчуття своєї індивідуальності, забували про особисту безпеку та діяли виключно в інтересах групи.

## Бойовий транс і походження мистецтва

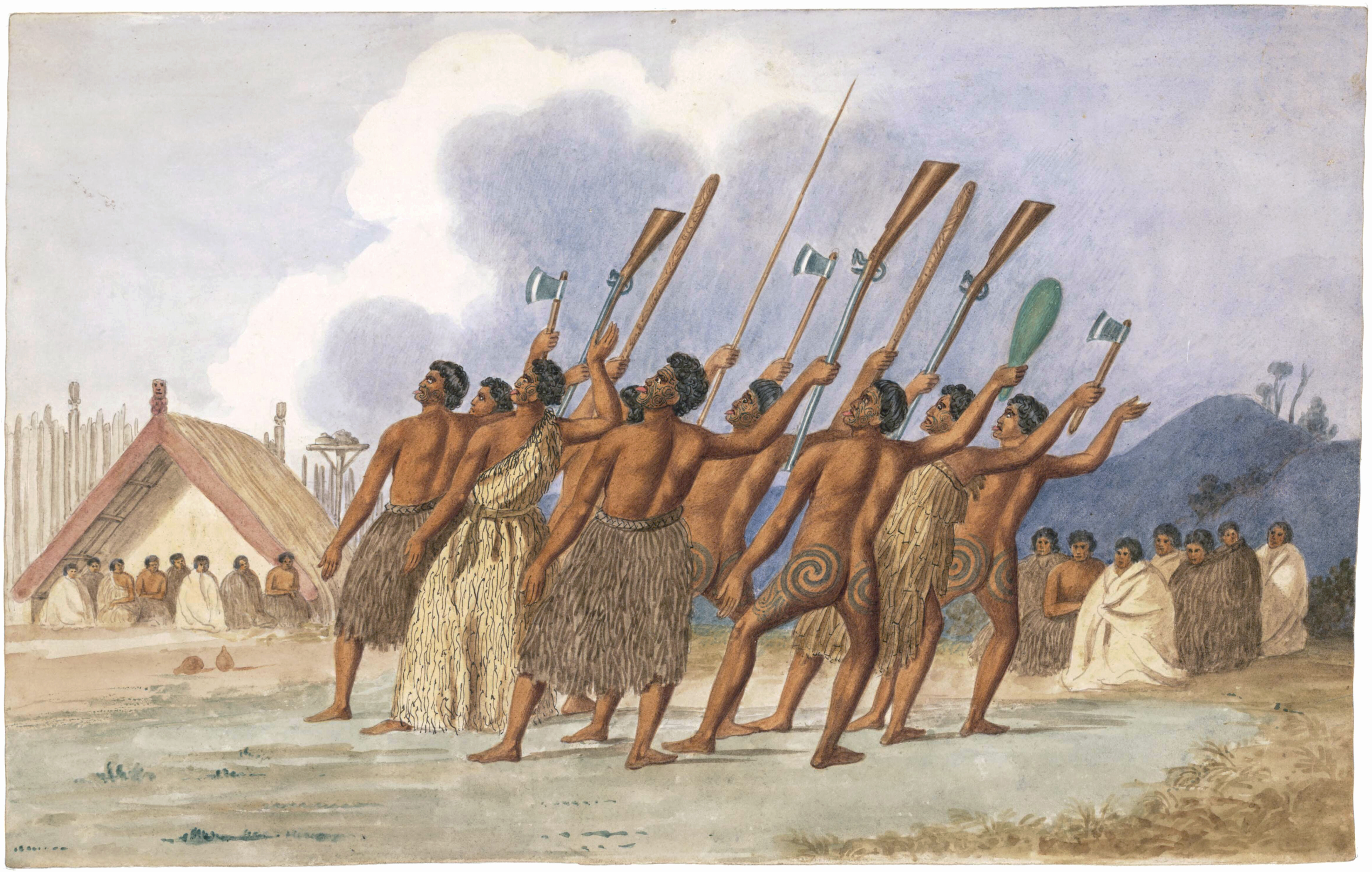
Хака — традиційний бойовий танець новозеландських маорі. Зображення близько 1845 року

Припускається, що ритуалізоване введення у стан бойового трансу було засновано на хоровому співі, танцях і особливому розфарбовуванні тіла. Й. Жорданія припускає, що це може слугувати поясненням виникнення і розвитку різних видів мистецтва. Можливо, бойовий танок вводить воїна в стан трансу частково завдяки тому, що кругові рухи головою і хекання мають легкий гіпнотичний ефект. Синхронні танцювальні рухи також сприяють виникненню групового трансу. Англійський психолог Хевлок Еліс писав у 1923 році:
 Усі, хто спостерігав життя диких племен, помічають, що танцівники, беручи участь у танцях, діють у дивовижній гармонії; вони в якомусь сенсі зливаються у єдину істоту, одухотворені загальним поривом. Так проявляється соціальне об'єднання. Поза війною, танок є найважливішим способом створення цієї соціальної солідарності в житті племені; з іншого боку, це найкращий метод підготовки до війни. 

## У історії

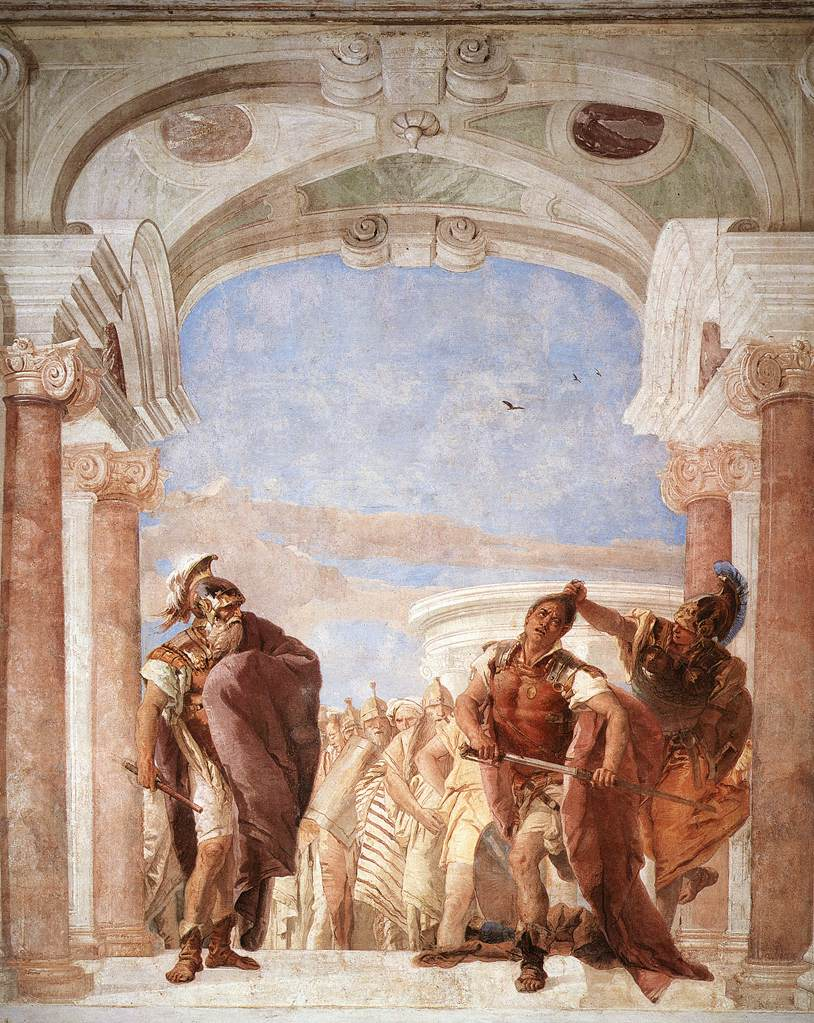
«Шаленство Ахілла» (Джованні Баттіста Тьєполо)

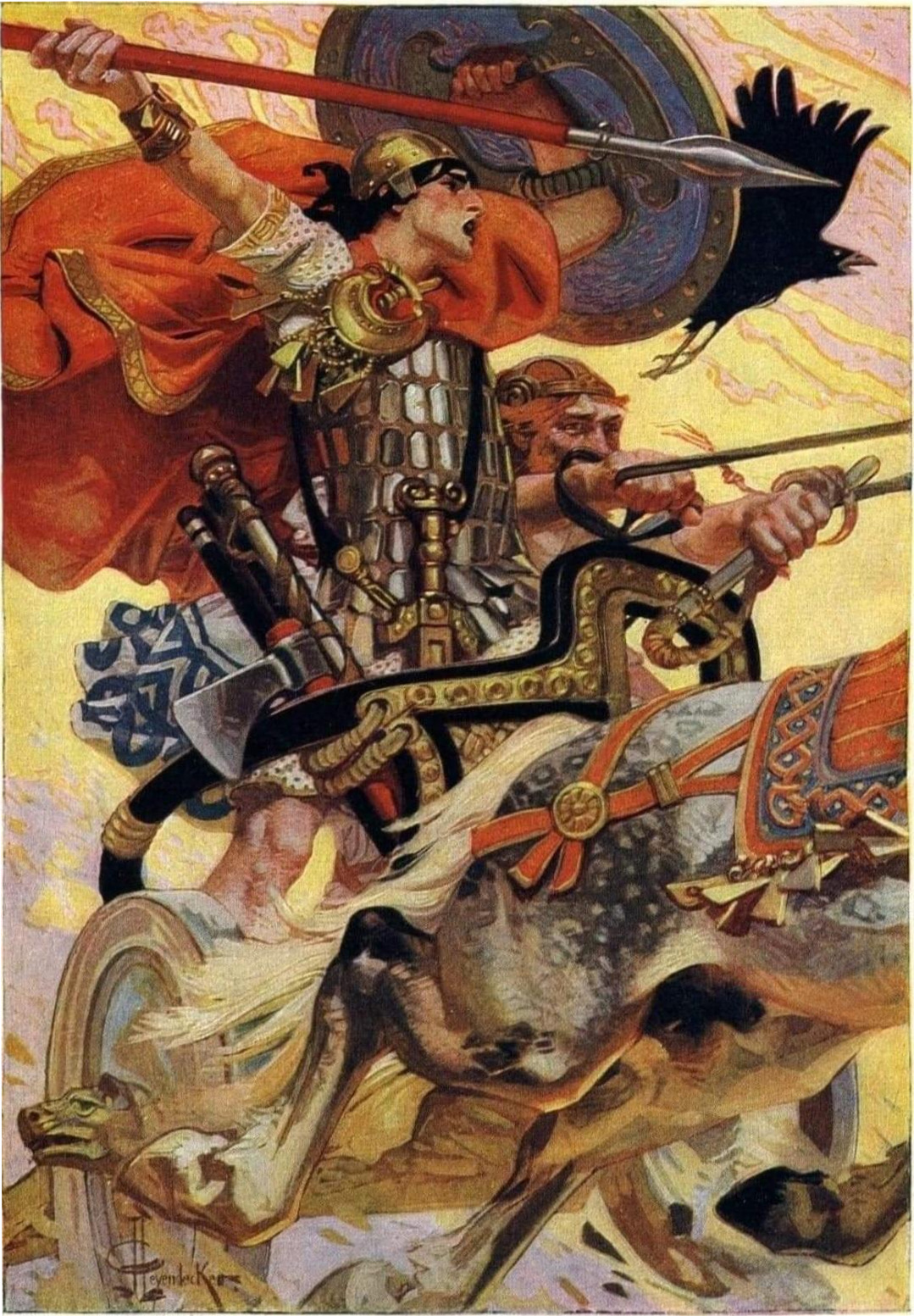
Кухулін у битві

У давньогрецькому епосі стан бойової несамовитості позначався словом λύσσα («лісса») від λύκος — «вовк», тобто «лють воїна, завдяки якій він стає невразливим і уподібнюється вовкові або псу». Пізніше значення цього слова змінилося, воно більше не означало військову доблесть, але продовжувало відноситися до священної нестями. Цей стан несамовитості супроводжувався не тільки «сказом», але і втратою усвідомлення свого «Я» і відчуттям підпорядкування чужій (божественній) волі: "Мужність, що дозволяла воїну робити настільки блискучі подвиги, він черпав у свого роду екзальтації, військовому шаленстві (lyssa), в яке він був захоплений через свою волю, натхненний богом (menos).
В «Іліаді» слово λύσσα та його похідні тричі відносяться до Гектора (I 239; 305; N 53) та одного разу до Ахілла (Ф 542–543), тобто до найвидатніших героїв обох воюючих сторін. Гарний опис стану, званого λύσσα, міститься у віршах 237–239 IX пісні «Іліади»: Έκτωρ δέ μέγα σθένεϊ βλεμεαίνων I μαίνεται έκπάγλως, πίσυνος Διί, ούδέ τι τίει I άνέρας ούδέ θεούς· κρατερή δέ έ λύσσα δέδυκεν — «Гектор же, вельми хизуючись силою, жахливо шаленіє, сподіваючись на Зевса, й ні у що не ставить ні чоловіків, ні богів, адже його охопила потужна λύσσα».
У Стародавньому Римі цей стан войовничої несамовитості позначався виразом furor heroicus. При цьому слово furor означає «сказ», «лють», або «шаленство».
Ім'я скандинавського бога Одина (Вотана або Водана), покровителя воїнів-берсерків, імовірно походить від слова wut або wuot («сказ»). У «Сазі про Інглінгів» Сноррі Стурлусона говориться: «Один (покровитель чоловічих союзів) зробив так, що його мужі билися у битві без панцирів і були божевільні (galnir), як пси або вовки … це називалося властивістю берсеркера (Þat er kallaðr berserksgangr)». («Сага про Інглінгів», гол. VI). Один був покровителем не тільки воїнів, але і скальдів: «Екстатична природа смерті зближує воїна з натхненним поетом, шаманом або провидцем».

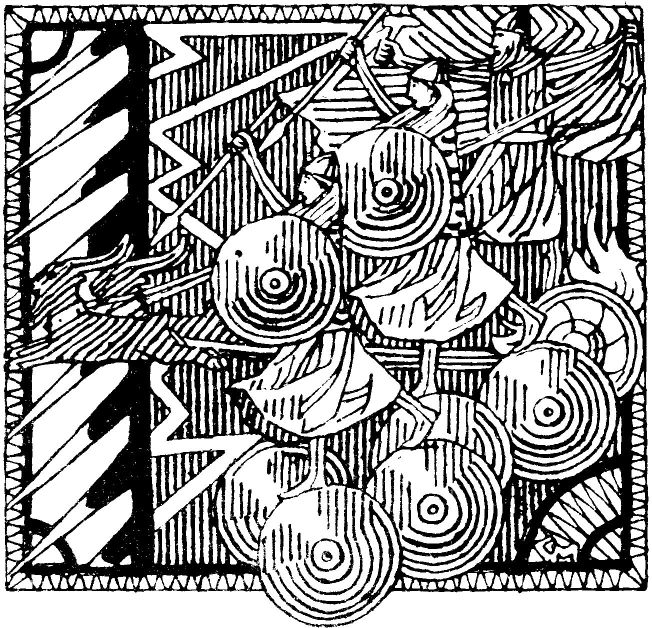
Скандинавські берсерки

У найдавнішій кельтській поезії видатний воїн теж іноді іменується «лютим (скаженим) псом». Наприклад, в уривку з ранньої ірландської генеалогічної поеми сказано: «три онука Байскне … люті пси (condai fergga)». Кухулін також неодноразово називається «затятим псом».

## У військовій справі
Феномен бойового трансу знаходить застосування головним чином у військовій справі. Те, що називається «бойовим духом» солдат, залежить у першу чергу від того, наскільки вони здатні входити в стан бойового трансу під час битви. Ця здатність розвивається завдяки відповідній психологічній підготовці бійців.

У традиційних суспільствах суть військової ініціації полягала в радикальній зміні свідомості в результаті її «занурення» у нижчі, несвідомі шари психіки. Змінена після проходження ритуалу свідомість здобувала нові здібності, що виходять за межі колишніх можливостей людини. Для посилення трансу використовувалися шокові практики посвяти: завдавання болючих ударів, цілеспрямоване голодування під час проведення ритуалу тощо. Такі дії, вчинені дорослими чоловіками — воїнами та жерцями, — вводили свідомість юнака в прикордонний, екстремальний стан, що дозволяв активізувати чуттєвість і краще сприймати «деякі магічні впливи». Барбара Еренрейх пише про те, що для перетворення у воїна необхідна повна зміна особистості: «Чоловік або хлопець втрачає своє колишнє „я“ і стає зовсім іншою людиною. Іноді навіть він називає себе новим ім'ям. У невеликих традиційних спільнотах ця трансформація зазвичай супроводжувалася ритуальним барабанним боєм, танцями, утриманням від їжі та тимчасовою відмовою від сексуальних відносин — усе це призначено для того, щоб чоловік піднісся над буденністю і зміг увійти до світу воїнів; цей перехід знаходив зовнішнє вираження у особливій зачісці та розфарбуванні тіла, а також носінні масок». 

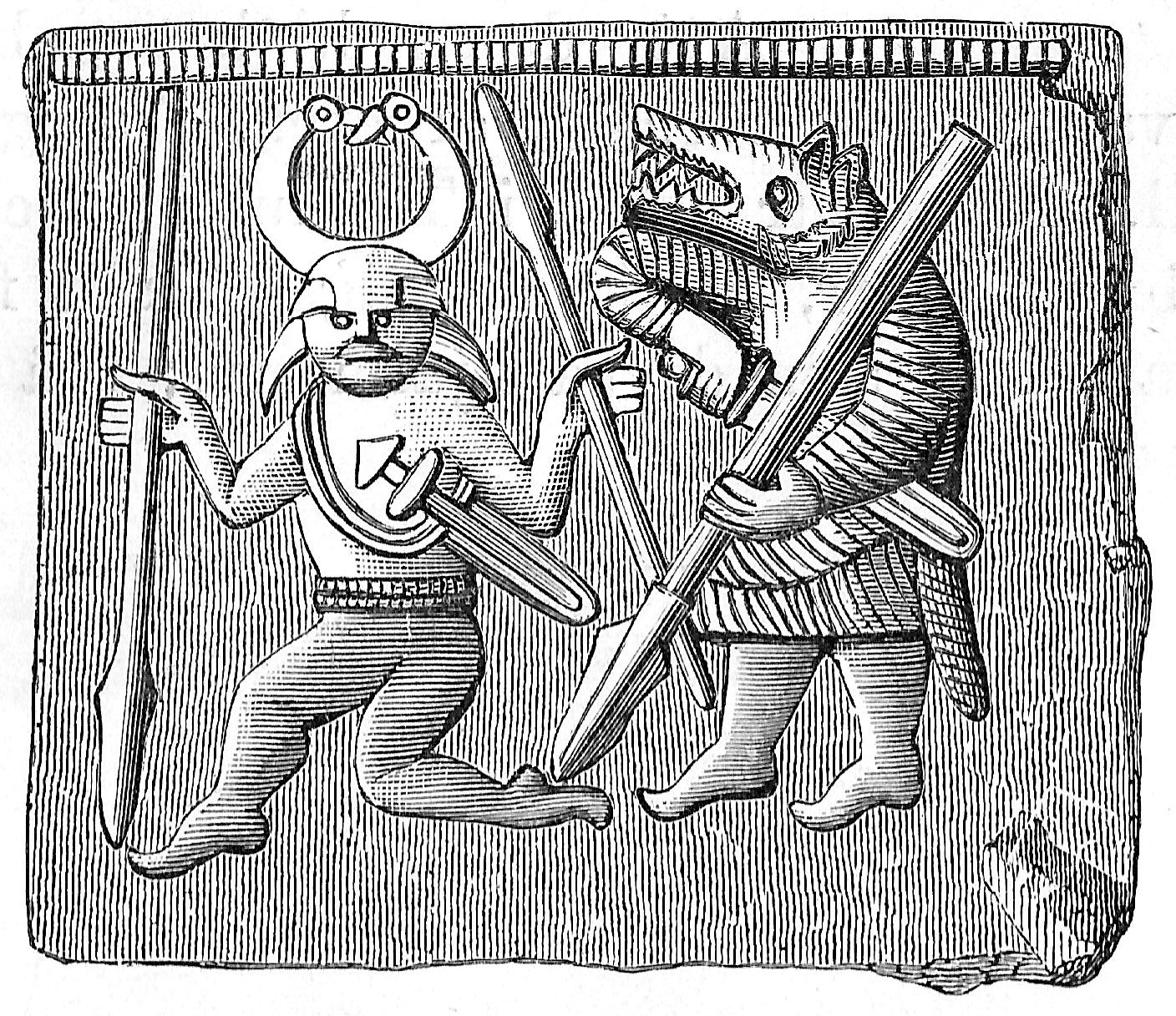
Ототожнення берсерка з хижим звіром (бронзова пластинка VIII століття. Торслунда,
о. Еланд, Швеція)

Для входу в стан бойового трансу (наприклад, у скандинавських берсерків) використовувалося також самонавіювання, призначене для ототожнення себе з тим чи іншим сильним хижим звіром (ведмедем, вовком тощо). У цьому сенсі бойовий транс берсерка (Berserkergang) близький до шаманічного трансу, оскільки в обох випадках змінений стан свідомості супроводжується відчуттям «переселення у тіло звіра».

## Суб'єктивне сприйняття стану бойового трансу
Змінений стан свідомості, що виникає під час бою, добре відомий тим, хто брав участь у битвах — як у традиційних суспільствах, так і в сучасних західних країнах. Ось один із описів суб'єктивних відчуттів бойового трансу:
Я думаю, що багато ветеранів війни, якщо вони чесні самі з собою, визнають, що досвід спільного зусилля в бою… був великим моментом у їхньому житті. Їх «я» непомітно перетворюється на «ми», «мій» і «моя» стають «нашими», і власна доля перестає бути центром усього…. Може бути, я впаду, але я не помру, адже те, що реально в мені, триває і живе в моїх товаришах, за яких я віддав своє життя.
Ернст Юнгер у своїх спогадах також описує стан, що нагадує бойовий транс:
 Зі змішаним почуттям, викликаним жагою крові, люттю і сп'янінням, ми важко, але непохитно крокували, надвигаючись на ворожі лінії. Я йшов далеко від роти, супроводжуваний Фінці та одним новобранцем по імені Хааке. Права рука стискала рукоять пістолету, ліва — бамбуковий стек. Я кипів шаленим гнівом, що охопило мене і всіх нас незбагненним чином. Бажання умертвляти, що було вище моїх сил, окриляло мої кроки. Лють вичавлювала з мене гіркі сльози.
Жахлива воля до знищення, важким тягарем лежала над полем брані, густішала в мозку і занурювала його в червоний туман. Захлинаючись і заїкаючись, ми вигукували один одному уривчасті фрази, і байдужий глядач, напевно, подумав би, що нас захлеснув надлишок щастя.

## Методи створення стану бойового трансу
Військові командири здавна застосовують різні методи, призначені для уведення у стан бойового трансу. Використання «бойових кличів» є універсальним для усіх людських спільнот. Китайські солдати, що билися у армії Сунь-цзи (в VI або, за іншими джерелами, в IV столітті до н. е.), входили в стан трансу, спостерігаючи, як танцюристи обертають шаблі. Синхронний стройовий крок під барабанний бій став обов'язковою частиною військової підготовки починаючи з XVI століття. Маршал Моріц Саксонський (1796—1850) писав:
«У чому полягає військове мистецтво? Примусьте солдатів крокувати в ногу. Тут весь секрет: це військовий крок римлян. Для цього введені марші, та саме для цього використовується барабанний бій… Хто з нас не бачив, як люди танцюють цілу ніч, безпрестанно підстрибуючи та підскакуючи? Змусимо людину танцювати без музики хоча б чверть години і подивимося, чи зможе вона це зробити. Це доводить, що музика має таємну владу над нами, вона готує органи нашого тіла до дії та зменшує втому під час дії» 
Моріц Саксонський також зазначав, що будь-який ритмічний рух може синхронізувати поведінку групи та змусити її вести себе як єдине ціле:
 «Я часто бачив, що коли прапор майорить на вітрі, всі солдати йдуть у ногу, не прагнучи свідомо до цього та не усвідомлюючи цього». 
У сучасних арміях для підготовки до бою широко застосовується «важка» ритмічна музика (в основному хард-рок та метал), адже згідно досліджень, зокрема професора Лорели Трейнор з універу ім. Макмастера, звуки «рок» гітар призводять до вимкнення чи приглушення свідомості, внаслідок чого люди більш здатні на агресивні вчинки.

## Бойовий транс і психоактивні речовини
Грецькі гопліти перед битвою одурманювали себе вином, ацтеки застосовували для цієї мети алкогольний напій з ферментованого соку агави (пульке), а скіфські воїни використовували наркотичну дію конопель. Скандинавські берсерки, за деякими теоріями, перед битвою одурманювали себе мухомором (Amanita muscaria) або великою кількістю алкоголю.

## Бойовий транс як реакція на небезпеку
Можливо також, що феномен бойового трансу є різновидом навколосмертних переживань. Ці два стани виникають у ситуації, коли життя індивіда піддається небезпеці. Вони володіють наступними подібними проявами:
- Швидкість реакцій і розумових процесів

- Ейфорія, відсутність страху та почуття болю

- Відчуття «виходу з тіла» (індивід сприймає себе як «чисту енергію, не обмежену тілесною оболонкою»). Іноді також власне тіло здається легким, примарним, що володіє нечіткими контурами.

- Втрата відчуття свого «малого Я» і відчуття злиття з колективним «великим Я»[24]

Деякі дослідники припускають, що стан бойового трансу є захисним механізмом типу дисоціації. У стані дисоціації відбувається «розщеплення психіки», що дозволяє індивіду не допускати до свідомості травмуючі емоції та відчуття (страх, біль).